# Gabriela Mróz
Gabriela Mróz, coniugata Czerkawska (Strzelce Opolskie, 6 febbraio 1969), è un'ex cestista polacca.

## Carriera
Con la Polonia ha disputato quattro edizioni dei Campionati europei (1991, 1993, 2001, 2003).